# Oedura
Genre
Oedura est un genre de gecko de la famille des Diplodactylidae.

## Répartition
Les 14 espèces de ce genre sont endémiques d'Australie.

## Description
Ce sont des geckos nocturnes et arboricoles, de tailles moyennes et d'aspect plutôt allongé.

## Liste des espèces
Selon The Reptile Database (12 juin 2017) :
- Oedura bella Oliver & Doughty, 2016
- Oedura castelnaui (Thominot, 1889)
- Oedura cincta De Vis, 1888
- Oedura coggeri Bustard, 1966
- Oedura filicipoda King, 1985
- Oedura fimbria Oliver & Doughty, 2016
- Oedura gemmata King & Gow, 1983
- Oedura gracilis King, 1985
- Oedura jowalbinna Hoskin & Higgie, 2008
- Oedura luritja Oliver & McDonald, 2016
- Oedura marmorata Gray, 1842
- Oedura monilis De Vis, 1888
- Oedura murrumanu Oliver, Laver, Melville & Doughty, 2014
- Oedura tryoni De Vis, 1884

## Publication originale
- Gray, 1842 : Description of some hitherto unrecorded species of Australian reptiles and batrachians. Zoological Miscellany, vol. 2, p. 51-57 (texte intégral).